# Alexios Branas
Alexios Branas Komnenos (mittelgriechisch Ἀλέξιος Βρανᾶς Κομνηνός; † April 1187 bei Konstantinopel) war ein byzantinischer General und Usurpator gegen Kaiser Isaak II.

## Leben
Alexios Branas war familiär auf zweifache Weise mit der Herrscherdynastie der Komnenen verbunden: Zum einen war er der Sohn von Michael Branas und Maria Komnena, einer Enkelin des Sebastokrators Isaak Komnenos und Großnichte des Kaisers Alexios I., zum anderen war er seit 1166 verheiratet mit Anna Batatzina, einer Nichte Manuels I.
Nachdem im Frühjahr 1182 Andronikos Komnenos die lateinerfreundliche Regentschaft der Witwe Manuels I., Maria von Antiochia, beendet hatte, war Branas einer der wenigen Generäle, die dem neuen Machthaber, der sich 1183 zum Kaiser krönen ließ, durchgängig die Treue hielten; angeblich begrüßte er auch die Ermordung des eigentlich rechtmäßigen Thronfolgers Alexios II. Für seine Loyalität ehrte ihn Andronikos I. mit dem hohen Titel Protosebastos, den zuvor Marias Liebhaber und Mitregent Alexios Komnenos getragen hatte.
Unter Andronikos I. führte Branas mehrere erfolgreiche Feldzüge, so 1183 gegen den ungarischen König und byzantinischen Thronprätendenten Béla III. und im folgenden Jahr gegen die nizänischen Rebellen Isaak Angelos und Theodoros Kantakuzenos. Nach der Machtübernahme Isaaks am 11. September 1185 scheiterte er mit dem Versuch, sich gleich diesem in der Hagia Sophia zum Kaiser ausrufen zu lassen. Am 7. November 1185 besiegte er in Isaaks II. Auftrag die Normannen, die kurz zuvor Thessaloniki erobert und geplündert hatten, in der Schlacht von Demetritzes entscheidend und nahm den Gegenkaiser Alexios Komnenos gefangen.
Im Herbst 1186 übernahm Branas nach der Abberufung des Kaisars Johannes Kantakuzenos den Oberbefehl im Krieg gegen die aufständischen Bulgaren und Kumanen unter Theodor-Peter und Iwan Assen. Ein zweites Mal entschloss sich der General zur Usurpation, ließ sich etwa Ende Februar 1187 in Adrianopel zum Basileus proklamieren und marschierte mit seinen Truppen auf Konstantinopel. Bei der folgenden mehrwöchigen Belagerung kam auch (letztmals) das Griechische Feuer zum Einsatz. Isaak II. konnte gegen die Rebellen nur eine etwa 2500 Mann starke Streitmacht aus Griechen und Lateinern sowie georgischen und türkischen Söldnern aufbieten, die er unter das Kommando seines Schwagers Konrad von Montferrat stellte. Vor den Toren der Hauptstadt kam es im April 1187 zur Schlacht, in deren Verlauf Branas von Konrad im Zweikampf besiegt und anschließend durch dessen Soldaten enthauptet wurde. Sein Kopf wurde Niketas Choniates zufolge in den Kaiserpalast gebracht, von Isaak II. malträtiert und danach seiner Witwe Anna übergeben.
Alexios Branas hinterließ einen Sohn, Theodoros Branas, der vor 1193 mit der früheren Kaiserin Anna verlobt wurde und sie 1204 heiratete. Alexios’ Tochter, die vermutlich Eudokia hieß, war seit 1186 Schwiegertochter des Sebastokrators Johannes Dukas.